# LinnDrum
La LinnDrum , también conocida como LM-2, es una caja de ritmos fabricada por Linn Electronics entre 1982 y 1985. Se vendieron unas 5.000 unidades.

## Diseño
El LinnDrum fue diseñado por el ingeniero estadounidense Roger Linn. Su primera caja de ritmos, la Linn LM-1, fue lanzada en 1980; se vendió por 5.500 dólares, por lo que sólo era asequible para músicos y estudios adinerados. El LinnDrum era más barato y se producía más ampliamente que el LM-1.

## Lanzamiento
El LinnDrum vendió muchas más unidades que su predecesor (el LM-1 ) y su sucesor (el Linn 9000) juntos. Fue utilizado por artistas y productores como Trevor Horn, Stock Aitken Waterman, Haim, Sandy Vee, Justin Hayward, y Michael Jackson. Cuando Linn Electronics cerró en 1986, Forat Electronics compró sus activos y ofreció servicio, sonidos y modificaciones para LinnDrum.